# Jim Fletcher
James Louis Fletcher, detto Jim (Illinois, 9 gennaio 1930 – Los Angeles, 14 dicembre 2004), è stato un fumettista e animatore statunitense.
Jim Fletcher intraprende la sua carriera nel 1954, quando si trasferisce in California e viene assunto dallo Studio Disney come intercalcatore e assistente animatore. Già nel periodo che va dal 1958 al 1964, James è aiuto animatore di diversi studi quali: UPA, Eagle Films e Warner Bros.
Ma è nel 1960 che possiamo trovare il suo primo lavoro per i fumetti, realizza infatti un adattamento del film d'animazione, La carica dei 101. Fino al 1965, realizza storia a fumetti con vari personaggi per la Disney, la Hanna-Barbera e tanti altri.
Molto apprezzato in Italia, Jim Fletcher è invece sconosciuto in America poiché le sue storie sono pubblicate solo in Europa. Conosciuto per aver inventato Melody, la nipotina di Minni, negli anni ottanta continua la sua carriera collaborando a Serie TV della Disney e della Marvel. Si ritira solo nel 2000 a Sherman Oaks, California dove muore il 14 dicembre 2004.